# Гнездилов, Александр Валентинович
Александр Валентинович Гнездилов (род. 13 августа 1986, Москва) — театральный режиссёр, общественный и политический деятель, член Федерального политического комитета партии «Яблоко», главный редактор интернет-издания Smart Power Journal.

## Биография

### Образование
В 2013 году с отличием окончил режиссёрский факультет Российского университета театрального искусства ГИТИС (мастерская Т. В. Ахрамковой и Ю. В. Иоффе).
Прошёл курсы «Политическое лидерство» и «Стратегическое планирование для политических партий» в Международной академии для руководящих кадров (Гуммерсбах, Германия).

### Профессиональная деятельность
В 2007 году поставил с актёрами Московского академического театра имени Вл. Маяковского спектакль «Любовь Тодзюро» по пьесе К. Кикути.
С 2009 года — художественный руководитель Творческого объединения «Гнездо».
Режиссёр спектаклей и видеоспектаклей «Гнезда»:
- 2009 — «Подаяние не дали»[2], средневековый японский фарс — Кёгэн (совместно с РУТИ-ГИТИС)
- 2011 — «Неожиданный случай» А. Н. Островского (совместно с Театром ГИТИС)
- 2012 — «Вечер в Сорренте» И. С. Тургенева (совместно с Театром ГИТИС)
- 2013 — «Враг народа» Г. Ибсена
- 2015 — «Киёцунэ» Дзэами Мотокиё
- 2022 — «Одураченные. 1938—1941», по дневникам Ф. Кельнера
- 2023 — «Просительницы убежища» Эсхила
- 2025 — «Остаток дня» К. Исигуро

В 2012 году спектакли «Неожиданный случай» и «Вечер в Сорренте» были объединены режиссёром в диптих «Поговорим о странностях любви», шедший на сцене Театра ГИТИС.
В 2012 году фрагмент трагедии У. Шекспира «Отелло» в постановке Гнездилова вошёл в дипломный спектакль-концерт мастерской Ахрамковой и Иоффе «Работа над собой. Шаг к роли» (Театр ГИТИС).
В 2013 году поставил эскиз спектакля «Отелло» в Русском драматическом театре Удмуртии в рамках лаборатории «Вселенная Шекспира».
В 2023 году поставил спектакль «На бойком месте» по одноименной пьесе Островского в Государственном Молодёжном театре Узбекистана.
С 2002 года — в Московском академическом театре имени Вл. Маяковского. Режиссёр-ассистент спектаклей театра (режиссёр-постановщик — Юрий Иоффе):
- 2011 — «Квит на квит» Ю. Шилова по роману А. Будищева «Пробужденная совесть»[7]
- 2013 — «Чудаки» М. Горького
- 2015 — «Маэстро» по роману К. Чапека «Жизнь и творчество композитора Фолтына»
- 2017 — «Блажь» П. М. Невежина и А. Н. Островского
- 2019 — «Снимается кино» Э. Радзинского
- 2020 — «Дикарка» А. Н. Островского и Н. Я. Соловьёва
- 2022 — «Счастливые дни несчастливого человека» А. Арбузова
- 2025 — «Дядя Ваня» А. Чехова[8]

Поставил несколько спектаклей в студенческих и молодёжных театрах — «Иркутская история» А. Арбузова (2004), «Дары волхвов» О. Генри (2005). В 2006—2009 гг. — режиссёр и участник проекта Кабаре.doc.
Роли в театре:
- 2013 — Доктор Томас Стокман, «Враг народа» Г. Ибсена, Творческое объединение «Гнездо»
- 2017 — Историк и Эрвин-старший, «Долгий путь» Э. Гааза, Музей истории ГУЛага
- 2022 — Первый, «Одураченные. 1938—1941» Ф. Кельнера, Творческое объединение «Гнездо»
- 2022 — «Загон» по произведениям Н. Лескова, А. Радищева, В. Ерофеева, Творческое объединение «Гнездо»
- 2025 — Молодой мистер Кардинал и Незнакомец в баре, «Остаток дня» К. Исигуро, Творческое объединение «Гнездо»

Книги о театральной режиссуре:
- 2014 — «Театр без условий» (издательство «Я вхожу в мир искусств»)[10]
- 2024 — «Театр: режиссерская практика» (издательство «Артист. Режиссёр. Театр», в соавторстве)[11]

### Признание и награды
В 2008 году спектакль «Любовь Тодзюро» получил премию «ЖЖивой театр» в номинациях «режиссура: новая волна» и «лучший актёрский ансамбль».
Лауреат премии «Молодой парламентарий города Москвы» 2008 года в номинации «За развитие толерантности в молодёжной среде».
В 2010 году спектакль «Подаяние не дали» победил в голосовании премии «ЖЖивой театр» — 2010 в номинации «новация года»., в 2011 году — получил приз фестиваля малых и независимых театров «Московская обочина» в номинации «лучший спектакль», в 2012 году — вошёл в программу фестиваля «Японская осень» в Москве.
В 2013 году спектакль «Враг народа» вошёл в программу фестиваля «Московская обочина» , в 2014 году победил в голосовании премии «ЖЖивой театр» — 2014 в номинации «Эксперимент / новация».
Спектакль «Киёцунэ» участвовал в программе театрального фестиваля «Только Шекспир» .
По итогам XXVIII Международного театрального фестиваля «Белая Вежа — 2024» (Брест, Беларусь) специальный диплом в номинации «За сохранение традиций русского театра» был присуждён Государственному молодёжному театру Узбекистана за спектакль «На бойком месте» .

### Политическая и общественная деятельность
Член партии «Яблоко» с 2005 года. В 2005—2006 годах — член молодёжного движения «Оборона». В 2006 году — международный наблюдатель на парламентских выборах на Украине. В 2006—2008 гг. — глава аналитической службы «Молодёжного Яблока».
В 2007—2016 — член Молодёжной палаты при Московской городской думе, в 2010—2016 — заместитель председателя Молодёжной палаты.
В 2007 году баллотировался на выборах в Государственную Думу пятого созыва по списку партии «Яблоко» (самый молодой кандидат в истории российских парламентских выборов).
На парламентских выборах 2011 года вошёл в «первую десятку» федерального списка партии «Яблоко».
В 2013 году основал стал сооснователем интернет-издания Smart Power Journal.
В 2014 году участвовал в выборах в Московскую городскую Думу по одномандатному округу от четырех районов Центрального округа столицы, получил 16,12 % голосов избирателей.
В 2007—2009 и 2014—2018 годах — член регионального совета московского отделения партии «Яблоко». В 2009—2015 гг. — арт-директор Культурного клуба Московского «Яблока». В 2009—2014 гг. — заместитель председателя московского «Яблока». В 2012—2015 гг. — член федерального бюро партии «Яблоко».
В 2015 году баллотировался на пост председателя партии «Яблоко», но не был избран.
С 20 декабря 2015 года по 15 декабря 2019 года — заместитель председателя партии «Яблоко».
15 декабря 2019 года избран членом Федерального политического комитета партии.
Автор статей в ряде СМИ (the Smart Power Journal, «Независимая газета», «Русский журнал», ИА «Росбалт», РИА «Новый регион», Liberty.ru и др.).
С 2018 года — автор и ведущий цикла «Тайная история либерализма в России», в рамках которого выступает с открытыми лекциями, опубликовал ряд статей и программ на Youtube, посвященных Конституции Панина — Фонвизина, планам Дмитрия Голицына, его соратников и оппонентов в 1730 году, а также другим историческим событиям XVIII и начала XIX веков.
С 2019 года курирует в партии составление и обновление реестра репрессивных законов в РФ.
В 2020 году предложил альтернативный планам президента Владимира Путина проект поправок к Конституции России.
С 2020 года — член Общественного Конституционного совета, в марте этого же года подписал его обращение «Несменяемость Путина — узурпация власти», опубликованное в «Новой газете».
По словам Григория Явлинского, наряду с Борисом Вишневским инициировал в 2020 году разработку Конституции свободных людей — альтернативных поправок к Конституции России: «Мы представляем ту часть общества, кто не согласен с этими поправками, я бы так сказал. Что касается моей партии, то мы будем пытаться стать организаторами этого процесса. Мы считаем это своей ответственностью. Это важное дело. Кроме того, эти инициативы у нас и возникли. Их внесли наши товарищи Александр Гнездилов, Борис Вишневский и сейчас уже присоединилось довольно много людей».
В 2021 году руководил подготовкой в партии «Яблоко» альтернативных бюджету РФ «Основных направлений бюджетной и налоговой политики на 2022—2024». Анализируя правительственный вариант бюджета на 2022 год, заявил в октябре 2021, что «проект бюджета на 2022 год — это бюджет подготовки к войне».

## Публикации
- Иван Ильин и идеология Кремля // Демократ. 2022/2023. С. 14-18.